# Ciao! Bravo!! (DEPAPEPEのアルバム)
『Ciao! Bravo!!』は、日本のアコースティックギターデュオDEPAPEPEの2枚目のオリジナル・フルアルバム。2006年4月19日発売。発売元はSME Records。

## 収録曲
全曲作曲：DEPAPEPE
1. キミドリ(2:24)
2. ラハイナ(4:59)
3. judgement(3:21)
4. SLOW SUNSET(1:56)
5. 寝待ちの月(3:18)
6. さくら舞う(4:34)
7. 伯爵の恋(3:27)
8. 青春カムバック(4:08)
9. きっとまたいつか (album version)(4:48)
10. ブラボー・マーチ(3:35)
11. SUNSHINE SURF!!(3:25)
12. T.M.G.(3:50)
13. bonus track. ラハイナ (mahalo version)